# Singener Kurve
| Spurweite: | 1435 mm (Normalspur) |                   |                   |
| Streckengeschwindigkeit: | 80 km/h              |                   |                   |
| |                      |                   |                   |
| \| \| \| von Offenburg \| \| \| \| \| nach Singen \| \| \| \| \| \| \| \| \| \| von Konstanz \| \| \| \| \| nach Basel Bad Bf \| \| |                      |                   |                   |
| Strecke |                      | von Offenburg     | von Offenburg     |
| Abzweig ehemals geradeaus und nach links                                                                                            |                      | nach Singen       | nach Singen       |
| Strecke (außer Betrieb) |                      |                   |                   |
| Abzweig ehemals geradeaus und von links                                                                                             |                      | von Konstanz      | von Konstanz      |
| Strecke |                      | nach Basel Bad Bf | nach Basel Bad Bf |

Die Singener Kurve ist eine im Zuge des Ausbaus der Gäubahn geplante Verbindungskurve zur Umfahrung des Bahnhofs Singen (Hohentwiel) für Güter- und ggf. auch Personenzüge.
Die Verbindungskurve soll eingleisig und mit 80 km/h befahrbar ausgeführt werden. Sie ist optionaler Bestandteil einer 320.000 Euro teuren Untersuchung im Auftrag des Landes Baden-Württemberg, in deren Rahmen mit einem vierstufigen Maßnahmenbündel zwischen Stuttgart und Zürich eine Reisezeitverkürzung von 19 Minuten (gegenüber dem von Fahrplan 2016) erreicht werden soll. Dieses Konzept wurde im Wesentlichen auch dem 2. Gutachterentwurf des Deutschlandtakts zu Grunde gelegt.
Das Gäubahn-Projekt im Bundesverkehrswegeplan 2030 sieht eine Umfahrung des Bahnhofs Singen vor. Zusammen mit weiteren Ausbaumaßnahmen wird dabei zwischen Stuttgart und der Landesgrenze zur Schweiz im Personenfernverkehr eine Fahrzeitverkürzung von 11 Minuten erreicht. Laut Angaben der Bundesregierung sei die Singener Kurve zwingender Bestandteil für einen wirtschaftlichen Ausbau der Gäubahn. Nur mit der Kurve sei ein wirtschaftlicher Güterverkehr (ohne Fahrtrichtungswechsel) auf der Strecke möglich.
Der Singener Gemeinderat lehnte die Realisierung der Singener Kurve am 21. Februar 2017 einstimmig ab. Laut späteren Angaben des Singener Bürgermeisters Bernd Häusler lehne die Stadt nicht die Kurve für den Güterverkehr ab, sondern nur die Führung des Personenverkehrs darüber.
Der im Mai 2019 vorgelegte 2. Gutachterentwurf der Deutschlandtakt-Konzeption sah keinen Personenverkehr über die Singener Kurve vor. In den 2020 vorgelegten 3. Gutachterentwurf fand hingegen ein neues Gäubahnkonzept, das einen Halt in Singen Bahnhof (unter Umfahrung der Singener Kurve) vorsah. Nachdem ein 2021 vorübergehend vorgelegtes Konzept (Planfall 040b des Bundesverkehrswegeplans) wiederum eine Umfahrung des Singener Bahnhofs vorsah, wird seit Mitte 2023 wieder ein nochmals weiterentwickeltes Konzept mit Halt in Singen Bahnhof verfolgt. Die Singener Kurve ist nunmehr wieder vorgesehen, um Fahrtrichtungswechsel des Güterverkehrs zu vermeiden.
Im Frühjahr 2024 waren Grundlagenermittlung und Vorplanung im Gang. Der Baubeginn ist in den 2030er Jahren, die Inbetriebnahme in den 2040er Jahren geplant.